# Cầu Banpo
Cầu Banpo (Tiếng Hàn: 반포대교; Hanja: 盤浦大橋) là cây cầu chính ở trung tâm thành phố Seoul bắt qua song Hán, Hàn Quốc, nối quận Seocho và quận Yongsan. Cây cầu nằm trên Cầu Jamsu, tạo thành nửa trên của cây cầu hai tầng. Cầu Banpo là cây hai tầng đầu tiên được xây dựng ở Hàn Quốc. Trong suốt mùa mưa lớn, cầu Jamsu được thiết kế nhấn chìm khi mực nước sông tăng, như các đường thoát nước. Câu xầy được xây dựng như một cây cầu dầm và được hoàn thành vào năm 1982..

## Đài phun nước ánh trăng cầu vồng
Đài phun nước ánh trăng cầu vồng  (tiếng Hàn: 달빛무지개 분수) là cây cầu với đài phun nước dài nhất thế giới nó được ghi vào Sách Kỷ lục Guinness với gần 10,000 đèn LED với vòi phun nước chạy dọc hai bên thân cầu dài 1,140m, bắn ra 190 tấn nước mỗi phút. Được lắp đặt vào tháng 9 năm 2009 trên cầu Banpo, cựu thị trưởng thành phố Seoul Oh Se-hoon tuyên bố rằng cây cầu sẽ tiếp tục làm đẹp cho thành phố và trình diễn hệ sinh thái thân thiện của Seoul, vì nước được bơm trực tiếp từ song và liên tục tái chế. Cây cầu có 38 máy bơm và 380 vòi phun hai bên, sử dụng 190 tấn nước mỗi phút từ dưới 20 mét sông, và bắn ra xa 43 mét theo chiều ngang.